# Nychiodes estrellae
Nychiodes estrellae är en fjärilsart som beskrevs av Eugen Wehrli 1934. Nychiodes estrellae ingår i släktet Nychiodes och familjen mätare. Inga underarter finns listade i Catalogue of Life.